# Uzbekistán na Zimních olympijských hrách 1994
Uzbekistán na Zimních olympijských hrách v roce 1994 reprezentovala výprava 7 sportovců (3 mužů a 4 ženy) ve 2 sportech.

## Medailisté
| Medaile | Jméno            | Sport                | Soutěž                 |
| ------- | ---------------- | -------------------- | ---------------------- |
| Zlato   | Lina Čerjazovová | Akrobatické lyžování | Ženy akrobatické skoky |